# Ernst Marischka
Ernst Marischka född 2 januari 1893 i Wien i dåvarande Österrike-Ungern, död 12 maj 1965 i Chur i Schweiz, var en österrikisk manusförfattare och filmregissör.
Marischka skrev för 93 filmer mellan 1913 och 1962. Han regisserade också 29 filmer mellan 1915 och 1962. Ernst Marischka skrev manus och regisserade Sissi-trilogin - Sissi (1955), Sissi – den unga kejsarinnan (1956) och Sissi - älskad kejsarinna (1957). Filmerna baserades på   kejsarinnan Elisabeth av Österrikes liv. 

## Filmografi i urval
- 1932 – Kärlek i bil (manus)
- 1933 – Bröllopsresan (manus)
- 1933 – Ungerska nätter (manus)
- 1933 – Riccardo på äventyr (manus)
- 1934 – Waltzes from Vienna (manus)
- 1934 – Mitt hjärta längtar (manus)
- 1934 – Vårparaden (manus)
- 1935 – Nätter i Budapest (manus)
- 1935 – Förgät mig ej (manus)
- 1935 – Kring drottningen (manus)
- 1937 – Bohême (manus)
- 1940 – Den eviga melodin (manus)
- 1940 – Muntra kyparna i Wien (manus)
- 1940 – Rosor i Tyrolen (manus)
- 1942 – Wienerblod (manus)
- 1945 – Den stora drömmen (synopsis)
- 1946 – Läderlappen (manus)
- 1954 – Första valsen (manus och regi)
- 1955 – Det hände i Wien (manus, regi och produktion)
- 1955 – Sissi (manus, regi och produktion)
- 1956 – Sissi – den unga kejsarinnan (manus, regi och produktion)
- 1957 – Sissi - älskad kejsarinna (manus, regi och produktion)
- 1958 – Jungfruburen (manus, regi och produktion)
- 1959 – Old Heidelberg (manus och regi)